# Club Deportivo Irapuato
Maillots
Le Club Deportivo Irapuato, est un club mexicain de football basé à Irapuato. Le club évolue en 2021 en Serie A.

## Anciens joueurs
- Rónald Gómez
- Mauricio Solís
- Édison Méndez
- Aureliano Torres
- Kalusha Bwalya
- Isaac Terrazas
- Cuauhtémoc Blanco